# آلبنتسا
آلبنتسا (به اسپانیایی: Albentosa) یک شهرستان در اسپانیا است که در استان تروئل واقع شده‌است.

## خصوصیات
آلبنتسا ۶۸ کیلومترمربع مساحت و ۳۳۴ نفر جمعیت دارد.